# اچ‌ام‌اس دارت (۱۸۸۲)
اچ‌ام‌اس دارت (۱۸۸۲) (به انگلیسی: HMS Dart (1882)) یک کشتی بود که طول آن ۱۳۳ فوت (۴۱ متر) بود. این کشتی در سال ۱۸۷۷ ساخته شد.